# 青行燈

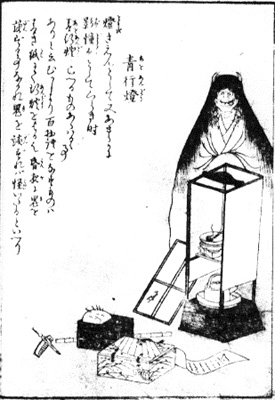
鳥山石燕『今昔百鬼拾遺』より「青行灯」

青行燈（あおあんどん）は、百物語の会に現れるとされる日本の妖怪である。

## 特徴
百話目になろうとするとき、または百話目が終わったときに現れるとされる。百物語をするときには、雰囲気を出すために行燈に青い紙を貼っていたとも言われている。鳥山石燕の『今昔百鬼拾遺』には、黒い長い髪と角を持ち、歯を黒く塗った白い着物を着た鬼女の姿で描かれている。
江戸時代の怪談集『宿直草』にある話の一つ「百物語して蜘の足を切る事」には、百物語の百話目で天井から大きな手が現れ、刀で斬りつけたところ、それは3寸ほどのクモの脚だったと記述されている。
また『今昔百鬼拾遺』の解説文には「鬼を談ずれば、怪にいたるといへり」とあることから、青行燈とは妖怪自体の名前ではなく、百物語の後に起きるとされる諸々の怪異を指しているとの説もある。
百物語を語った人々は怪異を恐れて怪談を99個目でやめたと伝えられていることから、青行燈が現れたという具体的な記録はほとんど残されていない。
近藤瑞木は、この絵に描かれた行燈の前の裁縫道具・櫛・手紙などは、行灯の下で夫が他の女から貰った恋文を読んだ本妻が、嫉妬にかられた状況を暗示し、この絵の主題は嫉妬の執心であるとしている。